# Codice di Eurico
Il codice di Eurico (Codex Euricianus) è un importante documento del diritto germanico. Il codice, fatto redigere dal re visigoto Eurico tra il 476 e il 479, probabilmente a Tolosa, capitale del regno,  raccoglie le leggi che governavano sia i Visigoti che i Romani residenti nei territori del regno, secondo il principio della territorialità del diritto. Principale autore ne fu Leone di Narbona, giurista romano e principale consigliere del re, il suo contenuto è costituito non da materiale giuridico germanico, bensì da diritto volgare romano rielaborato. Il codex Euricianus non servì solo come base per le successive codificazioni dei re visigoti, ma influì anche sul diritto delle stirpi franche, burgunde, alemanne e bavare, svolgendo un'importante funzione di mediatore tra il diritto volgare romano e il mondo germanico del primo Medioevo. 
Si tratta della più antica raccolta di leggi scritte di una popolazione barbarica che ci sia pervenuta. 